# 鉤吻杜父魚
鉤吻杜父魚又稱理察生氏喙杜父魚，是輻鰭魚綱鱸形目鉤吻杜父魚科的其中一種，也是鉤吻杜父魚屬的唯一物種。

## 分布
本魚分布於北太平洋，從日本至美國阿拉斯加、白令海。

## 深度
水深0至165公尺。

## 特徵
本魚體短而高，非常側扁，體高可達標準體長的一半。頭非常寬大，幾乎可達標準體長的一半，頭頂平整，具兩條從眼眶上緣延伸至頸背部的稜脊，其後具一強大鈍棘。吻突出但圓小。上頜後緣未達眼前緣。上下頜具齒，鼻部具強棘；眶上骨亦具一強而尖且向後棘；鰓蓋上緣亦具強大之棘。背鰭兩個，硬棘7至8枚，軟條12至13枚；臀鰭軟條6至7枚；腹鰭1硬棘，3軟條；尾鰭圓形。體呈乳黃色；體側橫列暗褐色斑紋；眼眶四周亦散布暗褐色斑紋；尾柄呈紅色；各鰭則成橘紅色；第一背鰭具黑色斑點。體長可達8.9公分。

## 生態
屬於沿岸小型魚類，可發現於潮池、礁石或沙泥底的水域，甚至河口。以橈腳類、異腳類、十足類或藤壺的幼苗為食。

## 經濟利用
不具食用價值，可飼養水族箱觀賞。